# Alparét község
Alparét község (románul: Comuna Bobâlna) község Kolozs megyében, Romániában. Központja Alparét, beosztott falvai Antos, Bujdos, Erdővásárhely, Keménye, Mánya, Nagymező, Radákszinye, Szóváros, Tálosfalva, Zápróc.

## Népessége
A 2011-es népszámlálás adatai alapján a község népessége 1572 fő volt.
A népesség alakulása 1850-től

## Nevezetességei
- Régészeti lelőhely az Alparét melletti dombon, a hallstatti kultúrához tartozó erődített település maradványaival. A romániai műemlékek jegyzékében a CJ-I-s-A-06970 sorszámon szerepel.
- 1677-ben épült fatemplom Keménye faluban. (CJ-II-m-B-07582)
- Az 1437-es erdélyi parasztfelkelés 1957-ben állított emlékműve Alparéten. (CJ-III-m-B-07821)

## Híres emberek
- Alparéten született 1872-ben Alexandru Vaida-Voevod román politikus, az erdélyi Román Nemzeti Párt elnöke, később Románia miniszterelnöke 1919-1920 között.